# Андовер (Вермонт)
Андовер (англ. Andover) — місто (англ. town) в США, в окрузі Віндзор штату Вермонт. Населення — 568 осіб (2020).

## Демографія
Згідно з переписом 2010 року, у місті мешкало 467 осіб у 218 домогосподарствах у складі 141 родини. Було 408 помешкань
Расовий склад населення:
| - 97,6 % — білих - 0,6 % — чорних або афроамериканців - 0,4 % — азіатів - 0,2 % — корінних американців |

До двох чи більше рас належало 1,1 %. Частка іспаномовних становила 0,2 % від усіх жителів.
За віковим діапазоном населення розподілялося таким чином: 15,0 % — особи молодші 18 років, 60,2 % — особи у віці 18—64 років, 24,8 % — особи у віці 65 років та старші. Медіана віку мешканця становила 51,8 року. На 100 осіб жіночої статі у місті припадало 98,7 чоловіків;  на 100 жінок у віці від 18 років та старших — 107,9 чоловіків також старших 18 років.
Середній дохід на одне домашнє господарство  становив 61 691 долар США (медіана — 49 688), а середній дохід на одну сім'ю — 72 476 доларів (медіана — 53 958). Медіана доходів становила 45 500 доларів для чоловіків та 34 375 доларів для жінок. За межею бідності перебувало 11,2 % осіб, у тому числі 10,3 % дітей у віці до 18 років та 0,9 % осіб у віці 65 років та старших.
Цивільне працевлаштоване населення становило 295 осіб. Основні галузі зайнятості: мистецтво, розваги та відпочинок — 16,6 %, освіта, охорона здоров'я та соціальна допомога — 15,3 %, будівництво — 13,6 %.